# الربعماية
قرية الربعماية هي إحدى القرى التابعة لمركز منيا القمح في محافظة الشرقية في جمهورية مصر العربية. حسب إحصاءات سنة 2006 ، بلغ إجمالي السكان في الربعماية 3555 نسمة، منهم 1933 رجل و1622 امرأة.

## التاريخ
قرية الربعماية من القرى القديمة، حيث وردت باسم «حوض الأربعماية» في أعمال الشرقية ضمن قرى الروك الصلاحي التي أحصاها ابن مماتي في كتاب قوانين الدواوين، كما وردت باسم «حوض الأربعمائة» في أعمال الشرقية ضمن قرى الروك الناصري التي أحصاها ابن الجيعان في كتاب «التحفة السنية بأسماء البلاد المصرية». وفي العصر العثماني وردت باسم «كفر الأربعمائة» في التربيع العثماني الذي أجراه الوالي العثماني سليمان باشا الخادم في عصر السلطان العثماني سليمان القانوني ضمن قرى ولاية الشرقية، وفي تاريخ 1228هـ/1813م الذي عدّ قرى مصر بعد المسح الذي قام به محمد علي باشا باسم «الربعماية» ضمن قرى مديرية الشرقية.

## من أعلامها
- عزيز أباظة.
- ماهر أباظة.